# Lago Donner
Il lago Donner è un lago nel nord-est della California sul versante orientale della Sierra Nevada e circa 32 km. a nord-ovest del lago Tahoe, molto più grande. Una morena funge da diga naturale. Il lago si trova nella città di Truckee, tra la Interstate 80 a nord e la Schallenberger Ridge a sud. I binari della Union Pacific Railroad corrono lungo la Schallenberger Ridge e seguono da vicino il percorso della ferrovia transcontinentale. Il percorso storico della Lincoln Highway, la prima strada automobilistica attraverso l'America e la US 40 segue la costa settentrionale, quindi sale al passo Donner da dove si può vedere l'intero lago.
Sia il lago che il passo prendono il nome dallo sfortunato pioniere George Donner che diede in nome alla spedizione omonima, che svernò involontariamente vicino al lago nel 1846. Il Donner Memorial State Park si trova all'estremità orientale del lago e offre campeggi con accesso a diverse spiagge. Ci sono anche vari sentieri escursionistici nel parco.

## Pesca
La profondità del lago è stata misurata, dalla California State Lands Commission, in 73 metri nel suo punto più profondo. Il livello dell'acqua è di 1809 metri sul livello del mare.
Nel lago si trovano alcune delle trote di lago più grandi nello stato della California. C'è anche una buona popolazione di trota iridea e salmonata di Kokanee. Durante la stagione primaverile e autunnale, la trota arriva alla superficie per nutrirsi e questi sono gli unici periodi dell'anno in cui si ha la possibilità di pescarne una in acque poco profonde.
Un molo pubblico per barche, gestito dal Truckee Donner Recreation & Parks District, è disponibile nell'angolo nord-ovest del lago. Il lago è aperto sia a barche a motore che a vela.
La California Office of Environmental Health Hazard Assessment (OEHHA) ha sviluppato una consulenza per il lago Donner sulla base di mercurio e PCB trovati nei pesci catturati da questa massa d'acqua. L'advisory fornisce consigli alimentari sicuri per le specie ittiche catturate nel lago.

## Ricreazione

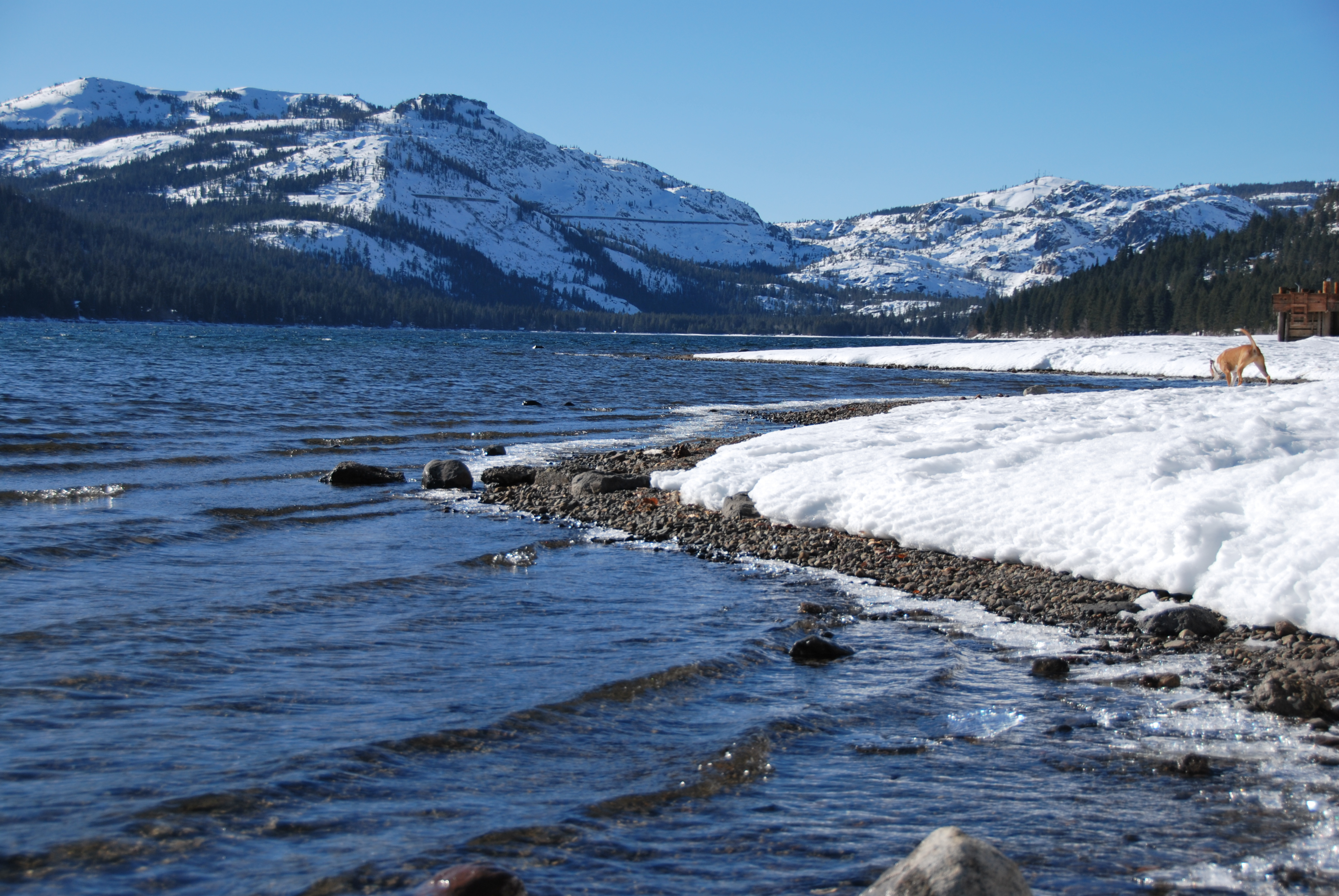
Guardando dalla costa nord-orientale, verso il passo Donner

Il Donner Memorial State Park si estende a est e a parte della sponda meridionale del lago, che comprende Scallenberger Ridge a sud. Le attività estive includono campeggio, picnic, canottaggio, pesca, sci nautico, windsurf e mountain bike. Le attività invernali includono lo sci di fondo e le racchette da neve. Il Parco ospita il Pioneer Monument, che accoglie i visitatori tutto l'anno, costruito per commemorare la spedizione Donner che lo attraversò per recarsi in California nella metà del XIX secolo. La statua è alta 7 metri, tanti quanti, si dice, la neve avesse raggiunto durante l'inverno del 1846 quando la spedizione non riuscì a superare il passo.
La sponda nord del lago ospita 2,4 km. di banchine pubbliche sia per i nuotatori che per i diportisti.

### Escursionismo

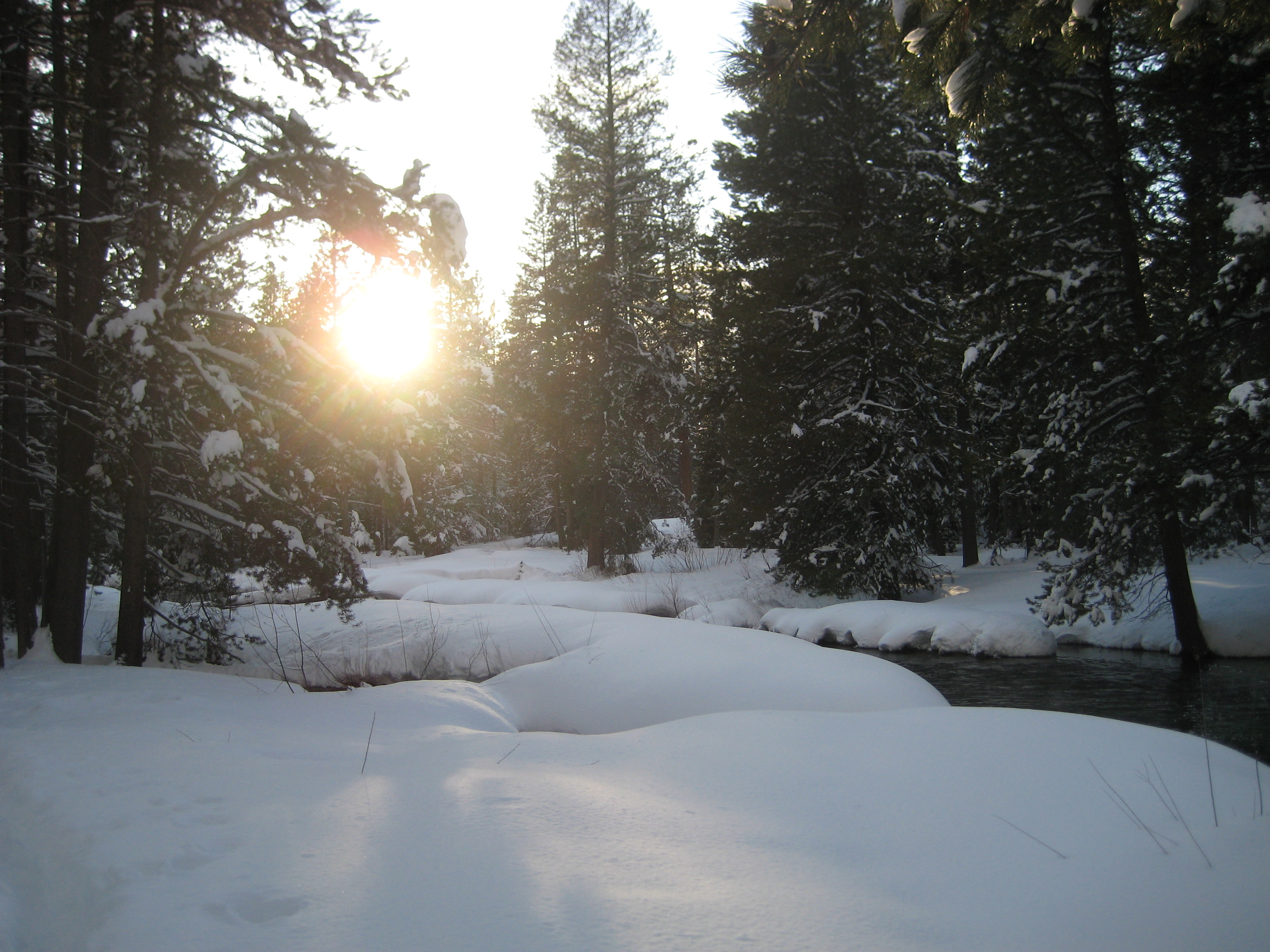
Escursione attraverso il Donner Memorial State Park in inverno.

Ci sono circa 4,0 km. di sentieri all'interno del Parco. I visitatori possono parcheggiare nel Coldstream Canyon (appena oltre la stazione di servizio 76) che contiene l'allineamento del principale Emigrant Trail, che porta al US Forest Service e ai percorsi Pacific Crest oltre il parco. Il lago Donner si sviluppa per circa 13 km lungo i quali si può fare anche una bella escursione.